# Шотландский танец с мечами

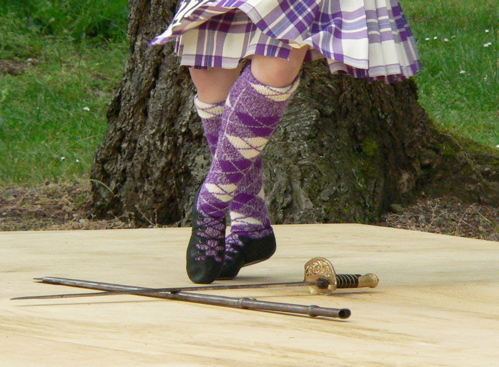
Исполнение шотландского танца с мечами

Шотландский танец с мечами (англ.  — The Sword Dance, на гэльск.  — Ghillie Callum), исполняется на двух скрещенных мечах и является одним из четырех старейших традиционных шотландских танцев хайланд.

## Происхождение танца
Танцы с мечами исполнялись воинами в разных частях Европы в доисторический период. Но некоторые виды их также характерны и для позднего Средневековья. Ритуальные и боевые танцы, которые прославляли эпические подвиги и военное искусство были характерной чертой шотландской культуры и фольклора. Самые ранние ссылки на такие танцы упоминаются в Шотландских Хрониках (от англ. «Scotichronicon»), которые были составлены Уолтером Боуэром (Walter Bower) в 1440-х годах. В данном отрывке речь идет об Александре III и его второй женитьбе на французской титулованной дворянке Иоланде де Дрё в Джедборо, 14 октября 1285 г. «Во главе процессии были искусные музыканты с различными духовыми инструментами, включая волынки; следующие за ними танцоры блистательно исполняли военные танцы с затейливыми махами ногами то туда, то сюда. Замыкала шествие фигура, о которой трудно было сказать: человек это или призрак. Казалось, она скользит, как привидение, а не идет пешком. В тот момент, когда она будто бы пропала из поля зрения, вся безумная процессия остановилась, песни затихли, музыка прекратилась, а танцующая группа неожиданно замерла». В 1573 г. шотландские наемники рассказывали о представлении шотландского танца на мечах перед шведским королём Юханом III на приеме в стокгольмском замке. Танец, настоящая изюминка праздника, был использован в качестве части заговора убийства короля, когда убийцы могли обнажить своё оружие, не возбуждая подозрений. К счастью для короля, в решающий момент условный сигнал не был подан заговорщиками.
«Танец на мечах и танцы горцев» были включены в прием в честь Анны Датской в Эдинбурге в 1589 г.; композиция из разных фигур танца на мечах и акробатических элементов была представлена перед Яковом VI в 1617 г., а затем и перед Карлом I в 1633 г., Объединением скорняков и перчаточников г. Перта. «Трон Его Величества был установлен у стены, рядом с Water of Tay, по которому плавал деревянный помост, выложенный корой. Приветствуя Его Величество, на помосте плясали тринадцать наших братьев из цеха перчаточников в зеленых шляпах, с серебряными шнурками и красными лентами, в белых ботинках и с бубенчиками на ногах, с мелькающими в руках клинками. Это был наш танец с мечами, с множеством сложных перестроений. Пятеро братьев стояли на плечах пятерых других, а еще трое отплясывали перед ними, одновременно не переставая пить вино и бить стаканы. И при всем этом, слава Богу, никто не пострадал».

## Легенда
Шотландский принц Малькольм Канмор, сын короля шотландии Дункана I, в сражении с королём Макбэтом при Лумфанане (1056 или 1057 г.) в Абердине одержал верх над ним. Пребывая в радости от победы над соперником, Малькольм сложил меч противника и свой в виде креста и совершил на них танец победы (по одной из версий, это был меч Макбэта и его голова). Сейчас для этого танца зафиксирован обязательный первый шаг. Он называется «Приветствие мечам» (англ.  — Addressing the swords),.

## Современное состояние
Танец на мечах входит в обязательную часть подготовки солдат в шотландских дивизиях, а также является одним из видов сольного танца на соревнованиях и мероприятиях, например на «Играх горцев» (Highland Games). Как и в случае Хайланд флинга, для исполнения танца на мечах надевают традиционную шотландскую одежду, — килт, независимо от пола танцора. Танец разделен на две части, медленную и быструю. Переход между медленной и быстрой частью может сопровождаться хлопком в ладоши исполнителем. В соревнованиях, танец на мечах имеет несколько уровней от новичка до профессионала и различается по типу и числу медленных и быстрых шагов:
- 2&1;
- 2&2;
- 3&1.

Порядок шагов, а также другие требования исполнения танца публикуются на сайте SOBHD за год до начала соревнований. В соревнованиях разрешены альтернативные стартовые позиции, а также альтернативные позиции для рук.
Примечательные особенности:
- В этом танце не считается ошибкой смотреть себе под ноги;
- На соревнованиях используют не боевые копии мечей;
- Если танцор в процессе танца наступает на лезвие или касается гарды, то подвергается дисквалификации.

## Шаги, используемые в танце
Медленная часть:
- 1st Addressing the swords — всегда первый шаг в танце
- 2nd Open Pas de Basque
- 3rd Toe-and-Heel
- 4th Pointing
- 5th Diagonal Points
- 6th Reverse Points

Быстрая часть:
- 7th Open Pas de Basque quick step
- 8th Crossing & Pointing

## Музыкальное сопровождение
Танцоры исполняют танец под традиционную шотландскую волынку. Музыканты используют мелодию «Ghillie Callum», которая является страспеем. Темп игры — 104—116 ударов в минуту для медленной партии и 120—144 ударов, — для быстрой.

## Другие шотландские танцы с холодным оружием
- Argyll Broadswords
- Lochaber Swords
- Perth Assembly
- The Adelaide Swords
- Under the Southern Cross
- Reel of Swords
- Jacobite Swords
- Dirk Dance